# 一体化 (纳粹术语)

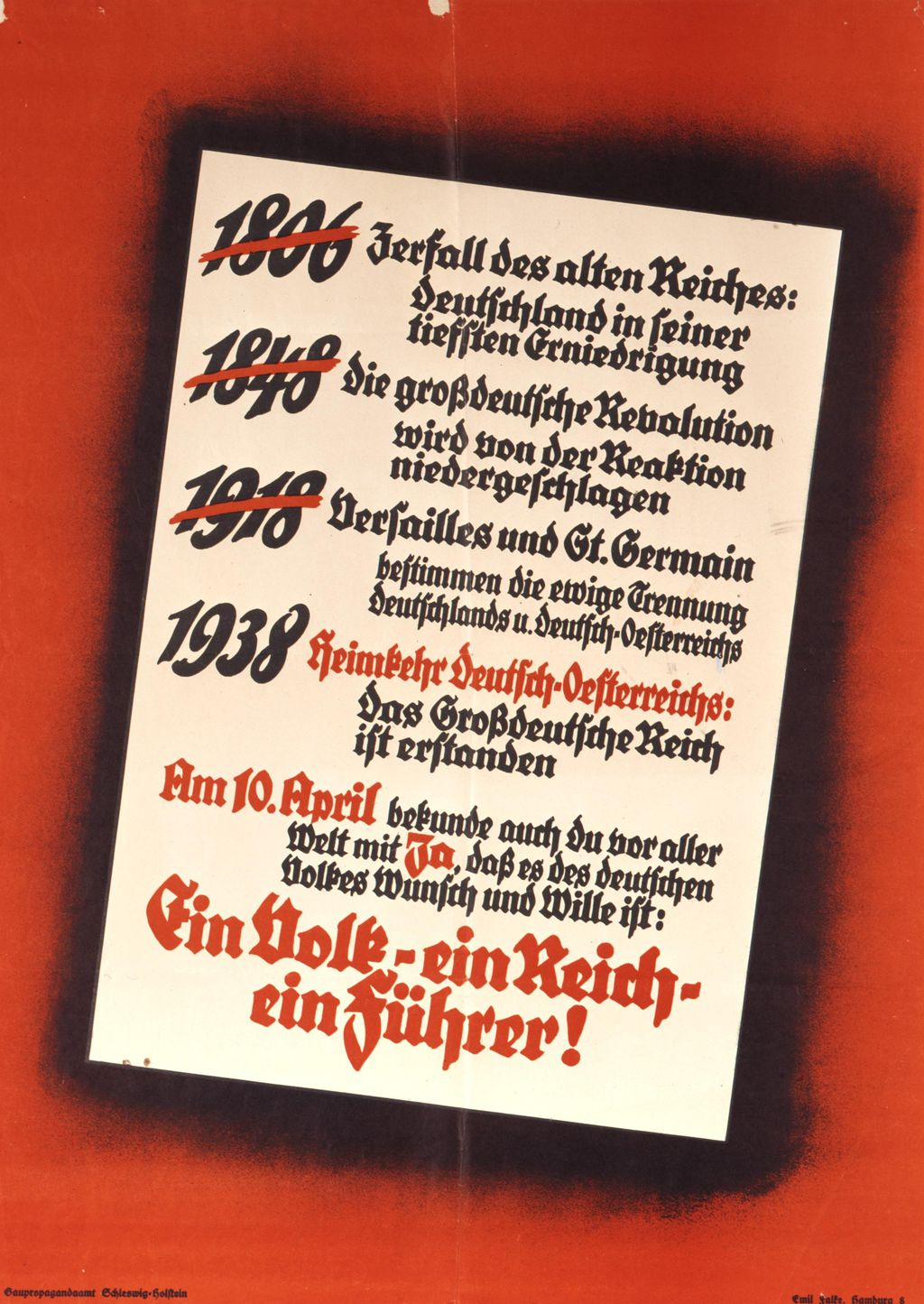
自1933年起，国家社会主义者以口号「一个民族，一个國家，一个元首」（“Ein Volk, Ein Reich, Ein Führer”）宣传国家统一与其所谓的“人民共同体”理想。在1938年奥地并入德国后，该口号被更加频繁地使用，旨在将元首、党和國民一體化观念投射至全國

一体化，也译为均质化、同质化等（德語：Gleichschaltung）是一个纳粹术语，指纳粹政权将整个公众和私人的社会和政治生活一体化，建立协调并加以绝对控制的进程。该运动在1933年纳粹党夺权后发动，目标是到1934年终止国家和社会的多元化状态，尤其是1920年代以来自由主义、国际主义的渗透，社会风气开放、同性恋正常化的柏林是“堕落的避风港”。
一体化的目的在于使国民参与到纳粹党建立的组织中。国民参与一体化的相关组织往往是非强制的，但通常会面临工作职位的压力。这一运动限制了个人的独立人格及自由思想发展，通过建立规则和秩序将大众统一起来。
该运动受1922年意大利的向罗马进军事件启发，墨索里尼藉此取得权力并控制了意大利的社会。

## 概况
1933到1937年间纳粹加大了对那些可能影响民众的非纳粹组织（例如工联或其他政党）的打击力度。批评希特勒政策的人被压制、恐吓或被谋杀。纳粹政权同时限制了教会的影响力，例如教会事务部的建立。对于无法限制的组织，例如教育系统，则被纳入直接控制。
一体化进程中同时成立了面向社会各阶层的强制性组织，特别是对青年人而言。男孩首先在6岁时加入希特勒青年团的最年幼组织“幼童”（德語：Pimpfen），10岁加入德国少年团（DJ），14岁加入希特勒青年团（HJ），18岁时选择加入国家劳役团或德国国防军。女孩在10岁时加入青少女聯盟（德語：Jungmädelbund），14岁后加入德国少女联盟（BDM），18岁时通常去参与一年的农场劳动。

## 德国各邦的协调

尽管在名义上德国各邦并未被正式废除（除梅克伦堡-施特雷利茨于1934年及吕贝克于1937年），但它们的宪法权力和主权被逐步侵蚀，并最终终结。普鲁士自由州在希特勒上台前即已处于联邦管制之下，为之后的过程提供了范例。

1933年1月30日希特勒被任命为帝国总理时，纳粹党仅控制17个德国邦中的5个。 然而纳粹党迅速采取行动，消除其他各邦可能成为反对势力的中心。在1933年3月5日国会选举之后，中央政府迅速展开接管尚未控制的州政府的行动，并在极短时间内实现对所有邦行政权的控制。
模式在各州几乎如出一辙：向非纳粹州政府施压，要求任命国家社会主义者掌控警察；冲锋队与党卫队在大城市组织示威；市政厅升起纳粹旗帜作为象征；民选政府几乎毫无抵抗即投降；以“恢复秩序”为借口委派帝国专员……尽管表面上仍维持法律程序，帝国对各邦权力的篡夺却是对宪法的公然践踏。纳粹组织自身造成的不安——即政治讹诈——才是真正制造“骚乱”的根源，从而为所谓“秩序的恢复”提供借口。1933年2月28日的紧急法令条款根本无法作为依据，因为根本没有任何“危及国家的共产党暴力行为”需要防范。唯一存在的暴力行为，正是纳粹自己所为。
纳粹党组建的大多数联合内阁仍包含其保守民族主义盟友——德国国家人民党（DNVP）。1933年7月14日的《禁止新政党法》取缔除纳粹党外所有政党。DNVP成员最终要么加入纳粹党，要么被替换为纳粹党员，至此所有邦政府成为一党专政。